# Snellenburg (buitenplaats)
Snellenburg is een boerderij en voormalige buitenplaats in het Nederlandse dorp Benschop, provincie Utrecht. Zowel de boerderij als het koetshuis zijn aangewezen als rijksmonument.

## Geschiedenis
Eind 17e eeuw kocht Daniël de Milan Visconti grond in Benschop om er tussen 1700 en 1710 een herenhuis te bouwen. In 1728 werd een koetshuis toegevoegd. Op de 26 hectare grond werd een formele tuin aangelegd. De buitenplaats heette aanvankelijk Mindael, maar kreeg in 1729 de naam Snellenburg.
Na het overlijden van de laatste eigenaar uit de familie Milan de Visconti kwam de buitenplaats terecht bij een nicht: jonkvrouw Johanna Jacoba gravin Guiton de la Chapelle. Zij was de echtgenote van jonkheer Benjamin graaf Picot de la Meintaye, die in 1802 op 97-jarige leeftijd in het herenhuis kwam te overlijden. Jonkvrouw Wilhelmina Elisabeth Henriette van Flodorp van Glabbeek erfde de buitenplaats nu.
Na haar overlijden in 1823 ging de Snellenburg naar haar zoon Gijsbert Franco baron van Derfelden van Hinderstein (1783-1857). Hij was getrouwd met Adriana Magteld Lycklama à Nijeholt (1785-1840). Omdat het huwelijk kinderloos bleef, ging de buitenplaats na Gijsberts overlijden in 1857 naar Jacoba Aletta Lycklama à Nijeholt, die het bezit echter direct aan haar broer George doorverkocht. Via Simon Dirk Schouten kwam het huis in bezit van de heer Galis. 

### Verkoop en verbouwing
In 1885 kochten de uit Benschop afkomstige Floris Verweij en Willem van Bemmel de buitenplaats aan. Onder Verweij vond in 1886 een grootschalige verbouwing plaats, waarbij het twee verdiepingen tellende herenhuis werd teruggebracht tot een boerderij van één verdieping. Hij hergebruikte het marmer uit de voormalige grote zaal als vloer in de koeienstal.

## Naamgeving
De familie Milan de Visconti noemde de buitenplaats aanvankelijk Mindael, een anagram van De Milan. Vanaf 1729 noemden zij de buitenplaats echter Snellenburg. Met deze naam suggereerde de familie dat de buitenplaats een middeleeuwse voorganger kende, namelijk het kasteel Snellenburg. Het is overigens niet aangetoond dat het kasteel Snellenburg daadwerkelijk op deze locatie heeft gestaan: er zijn geen restanten van een kasteel gevonden en het is de verwachting dat kasteel Snellenburg eerder in de dorpskom van Benschop stond.

Kaart van Mindael/Snellenburg in 1708

## Beschrijving
Het 18e-eeuwse landhuis bestond uit twee bouwlagen onder een schilddak. De voorgevel was zeven vensters breed. De formele tuin bevatte boomgaarden, een vijver en een kilometer lang grand canal. Dit grand canal is nog herkenbaar in het landschap.

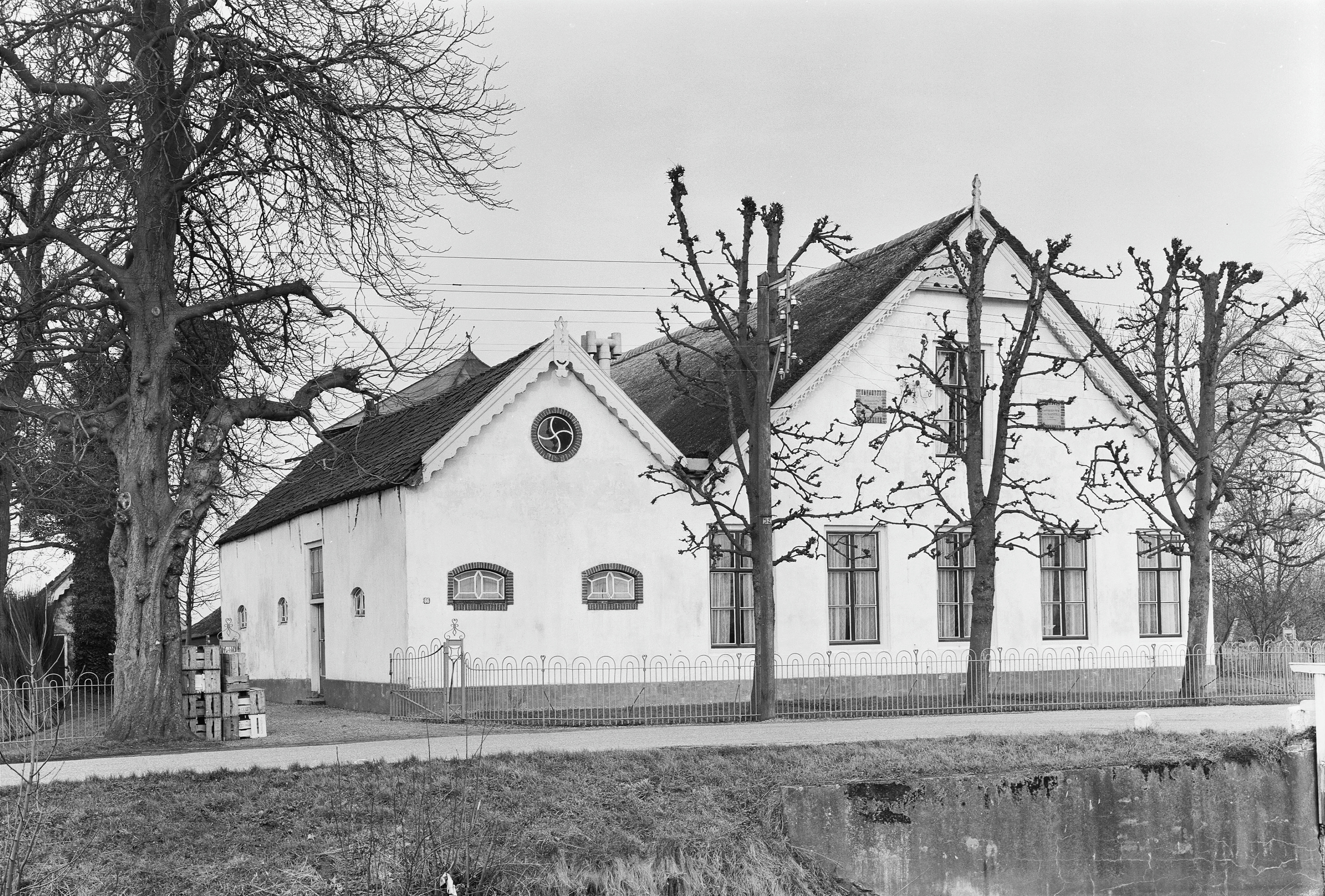
Boerderij Snellenburg in 1969, met aan de linkerzijde de paardenstal

### Boerderij
De witgepleisterde boerderij is het resultaat van de grootschalige verbouwing in 1886. Het oude landhuis werd teruggebracht tot één verdieping onder een dubbel zadeldak met topgevels. Van de zeven vensters bleven er vijf behouden, terwijl de andere twee werden vervangen door kleine stalvensters ten behoeve van de paardenstal die er achter werd gerealiseerd.
De boerderij bevat twee gevelstenen met teksten: 'Riddermatig landgoed Snellenburch 1300' en 'is verbouwd tot boerderij 1886'.
Het koetshuis dateert uit 1728 en is in de 19e eeuw aangepast.